# Jan Małkiewicz
Jan Małkiewicz (ur. 18 grudnia 1947 w Wiechowie) – polski piłkarz, grający na pozycji napastnika. Zawodnik m.in. Legii Warszawa.		 		 		

## Kariera

### Początki kariery piłkarskiej
Karierę piłkarską rozpoczął w 1961 roku, juniorach Stali Nysa, z którym profesjonalny kontrakt podpisał w 1964 roku. Na pierwszoligowych boiskach zadebiutował w 1965 roku, w barwach Odry Opole, gdzie był podstawowym napastnikiem u trenerów m.in. Czesława Forysia i Engelberta Jarka. W Odrze grał do 1969 roku. Rozegrał w niej ponad 60 meczów i strzelił 13 bramek.

### Legia Warszawa
W 1969 roku, Małkiewicz trafił do Legii Warszawa, w której zadebiutował 16 listopada 1969 roku, w przegranym przez Legię wyjazdowym meczu ligowym z Polonią Bytom (2:3). Zdobył z Legionistami mistrzostwo Polski w sezonie 1969/1970 oraz osiągał z Legią sukcesy na arenie międzynarodowej dochodząc do ćwierćfinału i półfinału Pucharu Europy w latach 1970–1971. Ostatni mecz w barwach Legii rozegrał 24 września 1971 roku w wyjazdowym meczu pucharowym w wygranym przez Legię (2:0) z Gwardią Olsztyn. W sumie w Legii rozegrał 53 mecze i strzelił 11 goli.
Następnie, w 1972 roku przeniósł się do Gwardii Warszawa, w której grał do 1975 roku. Następne kluby w karierze Małkiewicza to: Stal Rzeszów, VfL Hamm/Sieg 1883 i Unia Skierniewice, w której w 1983 roku zakończył piłkarską karierę.

## Osiągnięcia

### Legia Warszawa
- Mistrz Polski: 1970
- Półfinał Pucharu Europy: 1970
- Ćwierćfinał Pucharu Europy: 1971